# Trioza carpathica
Trioza carpathica är en insektsart som beskrevs av Dobreanu och Manolache 1959. Trioza carpathica ingår i släktet Trioza och familjen spetsbladloppor. Inga underarter finns listade i Catalogue of Life.